# Toyota Avanza
Toyota Avanza та Daihatsu Xenia — автомобілі, розроблені компанією Daihatsu та продані як Toyota, так і Daihatsu. Це багатоцільовий автомобіль (MPV) і в основному продається з трирядними сидіннями. Avanza та Xenia були розроблені як MPV початкового рівня, що продається переважно для Індонезії та інших ринків, що розвиваються, і в основному виробляється в Індонезії компанією Astra Daihatsu Motor. Духовним попередником Avanza був Kijang, чия модельна програма з тих пір була розділена на дві різні моделі (інша — більша Kijang Innova), щоб розширити охоплення Toyota у секторі MPV.
Крім Індонезії, Avanza продається в Південно-Східній Азії, Мексиці, Пакистані, Непалі, Бангладеш, Шрі-Ланці, на Близькому Сході, в Карибському басейні, Єгипті, Південній Африці та інших різноманітних африканських країнах. Перероблена версія автомобіля продавалася в Китаї під маркою FAW до 2016 року.
У 2021 році Avanza породила ще одну модель-близнюк під назвою Toyota Veloz, назва якої раніше використовувалася для флагманського рівня комплектації Avanza для деяких ринків між 2011 і 2021 роками. Avanza також послужила основою для другого покоління Perodua Alza, яка була представлена у Малайзії у 2022 році.
Avanza була найбільш продаваним легковим автомобілем в Індонезії між 2006 і 2019 роками, а потім і в 2021 році. На піку популярності в 2013 році Avanza становила 17 відсотків від загального обсягу продажів автомобілів в Індонезії (22 відсотки разом з Xenia). До листопада 2018 року в усьому світі було продано близько 2,75 мільйонів одиниць Avanza/Xenia.